# Jan Sōan
Jan Sōan (jap. ヨハネ草庵 Johane Sōan; ur. 1578 na jednej z wysp archipelagu Gotō, zm. 5 lutego 1597 w Nagasaki) – święty Kościoła katolickiego, męczennik, ofiara prześladowań antykatolickich w Japonii.

## Życiorys
Pochodził z rodziny chrześcijańskiej. Nauki pobierał w szkole prowadzonej przez jezuitów.
Do Nagasaki przeniósł się w okresie, kiedy zaczęły się prześladowania na tle religijnym i tam w 1593 r. wstąpił do Towarzystwa Jezusowego. Pełnił obowiązki katechisty, a w nowicjacie przyjaźnił się z Pawłem Miki.
Po ogłoszeniu przez sioguna Hideyoshiego Toyotomi dekretu nakazującego misjonarzom opuszczenie Japonii nastąpiła fala prześladowań chrześcijan. Jan Sōan został aresztowany razem z Jakubem Kisai i Pawłem Miki w Osace 8 grudnia 1596 roku. Po przewiezieniu do Miyako obcięto im lewe uszy, a następnie przewieziono do Nagasaki. Śluby zakonne złożył w przeddzień egzekucji. W trakcie egzekucji skazańcy modlili się i śpiewali psalmy. Powieszeni na krzyżach zostali dobici przez katów lancami.
Wspominany jest w Kościele katolickim w grupie Męczenników z Nagasaki dzień po rocznicy śmierci, czyli 6 lutego. Dzięki relacji Ludwika Froisa SJ, który był naocznym świadkiem śmierci Pawła Miki i towarzyszy, spisanej 15 marca 1597 r., procedury uznania męczeństwa za wiarę tej grupy były ułatwione.
W dniu 14 września 1627 r. papież Urban VIII beatyfikował Piotra Chrzciciela Blázqueza w grupie Męczenników z Nagasaki, zaś ich kanonizacji dokonał 8 czerwca 1862 r. Pius IX . Do kalendarza liturgicznego męczennicy japońscy z Nagasaki zostali włączeni w 1969 r. przez papieża Pawła VI i wymieniani są w litanii do Wszystkich Świętych.